# Cardepia basilewskyi
Cardepia basilewskyi là một loài bướm đêm trong họ Noctuidae.